# Кавасаки (Мияги)
Кавасаки (яп. 川崎町 Кавасаки-мати) — посёлок в Японии, находящийся в уезде Сибата префектуры Мияги. Площадь посёлка составляет 270,80 км², население — 9484 человека (31 июля 2014), плотность населения — 35,02 чел./км².

## Географическое положение
Посёлок расположен на острове Хонсю в префектуре Мияги региона Тохоку. С ним граничат города Сендай, Ямагата, Каминояма и посёлки Мурата, Дзао.

## Население
Население посёлка составляет 9484 человека (31 июля 2014), а плотность — 35,02 чел./км². Изменение численности населения с 1980 по 2005 годы:
| 1980 | 10 636 чел. |  |
| 1985 | 10 939 чел. |  |
| 1990 | 10 797 чел. |  |
| 1995 | 10 829 чел. |  |
| 2000 | 10 872 чел. |  |
| 2005 | 10 583 чел. |  |

## Символика
Деревом посёлка считается Enkianthus perulatus, цветком — Hymenanthes, птицей — Phasianus versicolor.